# Еталон смерекового з домішкою ялиці насадження (Довжинецьке лісництво, кв. 1, вид. 12)
Еталон смерекового з домішкою ялиці насадження — ботанічна пам'ятка природи місцевого значення. Об'єкт розташований на території Надвірнянського району Івано-Франківської області, Довжинецьке лісництво, квартал 1, виділ 12.
Площа — 2,7000 га, статус отриманий у 1993 році.